# Sibine modesta
Sibine modesta är en fjärilsart som beskrevs av Pieter Cramer 1777. Sibine modesta ingår i släktet Sibine och familjen snigelspinnare. Inga underarter finns listade i Catalogue of Life.